# نينو بيروتا
نينو بيروتا، (13 يونيو 1908 في باليرمو – 22 يناير 1998 في باليرمو) كان موسيقيًا إيطاليًا، وعازف بيانو، وناقدًا موسيقيًا، وأكاديميًا. كعالم موسيقى، حقق شهرة دولية بفضل دراساته حول الموسيقى الإيطالية من أواخر العصور الوسطى وعصر النهضة والعصر الباروكي المبكر.

## الحياة المبكرة والتعليم
وُلد أنطونينو بيروتا في باليرمو، وكان ابنًا لفينتشنزو بيروتا وأديلي بيروتا (ني ريستيفو). كان والده يمتلك مصنعًا للطباعة الحجرية على صفائح الصفيح. كانت العائلة تنتمي إلى الأوساط الفكرية في باليرمو، وكان ابن عم والده هو الكاتب المسرحي والروائي لويجي بيرانديللو. أما شقيقته جوليا فتزوجت من الملحن أوتافيو زينو.
في شبابه، درس بيروتا البيانو بشكل خاص مع لويجي أماديو، أستاذ الأرغن في معهد باليرمو الموسيقي. التحق بالمعهد الموسيقي في سن المراهقة أثناء دراسته الثانوية، لكنه لم يكمل دراسته هناك. حصل على شهادة الثانوية العامة في عام 1925، وفي وقت لاحق من ذلك العام، التحق بجامعة باليرمو لدراسة الأدب، بينما واصل تدريبه في المعهد الموسيقي. ومع ذلك، ترك الدراسة في كل من الجامعة والمعهد الموسيقي في عام 1927 ليتبع أستاذه أماديو إلى معهد فلورنسا الموسيقي.
كان بيروتا طالبًا في نفس الوقت في معهد فلورنسا الموسيقي وجامعة فلورنسا. تخرج من معهد فلورنسا الموسيقي في عام 1929 بدرجات في أداء الأرغن وتلحين الموسيقى للأرغن. وفي عام 1930، حصل على درجة في الأدب من جامعة فلورنسا مع تركيز على تاريخ الفن، وكتب أطروحة حول لوحة الماجوليكا من عصر النهضة.

## المسيرة المهنية
بعد تخرجه في عام 1930، خدم بيروتا عامًا في الخدمة العسكرية الإلزامية. بعد إكمال هذه الخدمة، عاد إلى باليرمو في عام 1931 حيث شغل في الوقت نفسه منصب ناقد موسيقي في صحيفة لورا وبدأ مسيرته كعازف بيانو للحفلات. كما عمل كمساعد في مكتبة معهد باليرمو الموسيقي حتى عام 1938 عندما تم تعيينه أستاذًا لتاريخ الموسيقى وأمينًا للمكتبة في تلك المؤسسة. في عام 1939، تزوج من ليا باتيرنوسترو (1911-1996) والتي أنجب منها أربعة أطفال. حقق سمعة طيبة بفضل عمله في ترميم مكتبة معهد باليرمو الموسيقي بعد تدميرها نتيجة القصف خلال الحرب العالمية الثانية.
أثبت بيروتا نفسه كأكاديمي بارز من خلال كتابه الأول، Il Sacchetti e la Tecnica Musicale (عام 1935، مع إتوري لي جوتي)، الذي ركز على الموسيقى وشعر القرن الرابع عشر. استمر في نشر العديد من الأعمال الأخرى في هذا الموضوع، وأصبح واحدًا من أهم الباحثين في موسيقى Ars Nova الإيطالية، وFlorentine Camerata، والأوبرا المبكرة. في عام 1970، نُشر كتابه Li Dui Orfei (ونُشر لاحقًا بالإنجليزية في عام 1982 بعنوان Music and Theater from Poliziano to Monteverdi)، الذي تتبع تاريخ الأوبرا، وحاز على جائزة Kinkeldey من الجمعية الأمريكية لعلم الموسيقى.
في عام 1948، ترك بيروتا منصبه كأمين مكتبة وأستاذ في معهد باليرمو الموسيقي ليصبح أمين المكتبة الموسيقي لكل من معهد روما الموسيقي وأكاديمية سانتا تشيشيليا الوطنية؛ وهو المنصب الذي شغله حتى عام 1956. مكنه هذا المنصب من الوصول إلى وثائق أصلية، مما ساهم في تطوير أبحاثه ونشره كعالم موسيقى. في عام 1954، أصبح أستاذًا زائرًا في جامعة برينستون. انضم إلى هيئة التدريس بجامعة هارفارد في عام 1956 حيث شغل منصب أستاذ Naumburg للموسيقى ورئيس قسم المكتبة الموسيقية. شغل منصب رئيس قسم الموسيقى من 1965 إلى 1968، وبعد ذلك واصل التدريس في هارفارد حتى عام 1972. من عام 1972 حتى تقاعده في عام 1983 (باستثناء عام 1979 عندما كان مرة أخرى في هارفارد)، قام بالتدريس في جامعة روما كرئيس لقسم علم الموسيقى. توفي عام 1998 عن عمر يناهز 89 عامًا.

## قائمة مختارة من المؤلفات
بيروتا، نينو (1955). “ماركيتوس دي بادوا وArs Nova الإيطالية”. موسيكا ديسيبليانا. 9: 57–71. JSTOR 20531887.
بيروتا، نينو (1994). “حول لاندييني وسان لورينزو”. موسيكا ديسيبليانا. 48: 5–13. JSTOR 20532378.